# Copa América 1925
Copa América 1925 – dziewiąte mistrzostwa kontynentu południowoamerykańskiego, odbyły się w dniach 29 listopada – 25 grudnia 1925 roku po raz trzeci w Argentynie. Reprezentacje Chile i Urugwaju wycofały się, Chile z powodu słabego występu rok wcześniej, a Urugwaj z powodu konfliktu wewnątrz federacji. Rezygnacje te wymusiły na organizatorach zmiany harmonogramu rozgrywek. Ostatecznie mistrzostwa rozegrano w dwóch turach (te same zespoły rozgrywały swoje mecze po dwa razy). Do rozgrywek przystąpiły tylko trzy reprezentacje.Grano systemem każdy, z każdym, a o zwycięstwie w turnieju decydowała końcowa tabela.

## Uczestnicy

### Argentyna
| Zawodnik                         | Klub                                 |
| -------------------------------- | ------------------------------------ |
| Juan Bianchi                     | Progresista                          |
| Ludovico Bidoglio                | Boca Juniors                         |
| Antonio Cerrotti                 | Boca Juniors                         |
| Alejandro de los Santos          | Club El Porvenir                     |
| Mario Fortunato                  | Boca Juniors                         |
| Alfredo Garassini                | Boca Juniors                         |
| Juan Carlos Irurieta             | Argentino de CA Argentino de Quilmes |
| Ángel Segundo Médici             | Boca Juniors                         |
| Ramón Alfredo Muttis             | Boca Juniors                         |
| Martín Sánchez                   | CA Colón                             |
| Manuel Seoane                    | Club El Porvenir                     |
| Domingo Alberto Tarasconi        | Boca Juniors                         |
| Américo Miguel Tesoriere         | Boca Juniors                         |
| Luis Vaccaro                     | Argentinos Juniors Buenos Aires      |
| Trener: Américo Miguel Tesoriere |                                      |

### Brazylia
| Zawodnik                      | Klub                    |
| ----------------------------- | ----------------------- |
| José Lodi BATALHA             | CR Flamengo             |
| CLODÔ – Clodôaldo Caldeira    | Paulistano São Paulo    |
| FILÓ – Anfilogino Marques     | Paulistano São Paulo    |
| FLORIANO Peixoto Correa       | Fluminense FC           |
| Agostinho FORTES Filho        | Fluminense FC           |
| Arthur FRIEDENREICH           | Paulistano São Paulo    |
| HÉLCIO de Paiva               | CR Flamengo             |
| LAGARTO – Severino da Silva   | Fluminense FC           |
| MODERATO Vinsintainer         | CR Flamengo             |
| Carlos de Oliveira NASCIMENTO | Fluminense FC           |
| NILO Braga                    | Fluminense FC           |
| Estanislau PAMPLONA           | Botafogo FR             |
| Orlando PENNAFORTE de Araujo  | CR Flamengo             |
| José RUEDA                    | SC Corinthians Paulista |
| TUFFY Neugen                  | Sírio Libanês           |
| Trener: Ramón Platero         |                         |

### Paragwaj
| Zawodnik                | Klub          |
| ----------------------- | ------------- |
| Mariano Alvarez         | ?             |
| Abdón Benítez Casco     | ?             |
| Bartolomé Brizuela      | Club Nacional |
| Ramón Casco             | ?             |
| Modesto Denis           | Club Nacional |
| Eusebio Díaz            | ?             |
| Diógenes Domínguez      | ?             |
| Manuel Fleitas Solich   | Club Nacional |
| Luis Fretes             | Club Guaraní  |
| Félix López De Filippis | ?             |
| César Mena Porta        | Club Olimpia  |
| Silvio Molinas          | ?             |
| Gaspar Nessi            | Club Libertad |
| Lino Nessi              | Club Libertad |
| Julio Ramírez           | Club Nacional |
| Gerardo Rivas           | Club Libertad |
| Carlos Torres           | ?             |

## Mecze

### Argentyna–Paragwaj
| ARGENTYNA – PARAGWAJ 2:0 (1:0)                                                                                              |
| --- |
| 29 listopada 1925, Buenos Aires, Stadion klubu Boca Juniors (widzów 18 000)                                                 |
| Sędzia: Ricardo Vallarino                                                                                                   |
| ARGENTYNA: Tesoriere – Bidoglio, Muttis – Médici, Vaccaro, Fortunato – Tarasconi, Sánchez, Irurieta, Seoane, Bianchi        |
| PARAGWAJ: Denis – López de Filippis, Mena Porta – Díaz, Fleitas Solich, Alvarez – Brizuela, Molinas, L.Nessi, Rivas, Fretes |
| Bramki: 1:0 Seoane 2, 2:0 Sánchez 72                                                                                        |

### Brazylia–Paragwaj
| BRAZYLIA – PARAGWAJ 5:2 (3:1) |
| --- |
| 6 grudnia 1925, Buenos Aires, stadion klubu Sportivo Barracas (widzów 12 000)                                                     |
| Sędzia: Gerónimo Rapossi |
| BRAZYLIA: Tuffy – Pennaforte, Clodô – Nascimento, Floriano, Fortes – Filó, Lagarto, Friedenreich, Nilo, Moderato                  |
| PARAGWAJ: Denis – López de Filippis, Benítez Casco – Brizuela, Fleitas Solich, G.Nessi – Ramírez, Molinas, L.Nessi, Rivas, Fretes |
| Bramki: 1:0 Filó 16, 2:0 Friedenreich, 2:1 Rivas 25, 3:1 Lagarto, 4:1 Lagarto, 4:2 Rivas, 5:2 Nilo 72                             |

### Argentyna–Brazylia
| ARGENTYNA – BRAZYLIA 4:1 (1:1)                                                                                        |
| --- |
| 13 grudnia 1925, Buenos Aires, stadion klubu Sportivo Barracas (widzów 25 000)                                        |
| Sędzia: Manuel Chaparro                                                                                               |
| ARGENTYNA: Tesoriere – Bidoglio, Muttis – Médici, Vaccaro, Fortunato – Tarasconi, Sánchez, Garassini, Seoane, Bianchi |
| BRAZYLIA: Tuffy – Hélcio, Clodô – Nascimento, Floriano, Fortes – Filó, Lagarto, Friedenreich, Nilo, Moderato          |
| Bramki: 0:1 Nilo 22, 1:1 Seoane 41, 2:1 Seoane 48, 3:1 Garassini 72, 4:1 Seoane 74                                    |

### Rewanż:Brazylia–Paragwaj
| BRAZYLIA – PARAGWAJ 3:1 (1:0) |
| --- |
| 17 grudnia 1925, Buenos Aires, Stadion klubu Boca Juniors (widzów 14 000)                                                            |
| Sędzia: Gerónimo Rapossi |
| BRAZYLIA: Batalha – Hélcio, Clodô – Nascimento, Floriano, Pamplona – Filó, Lagarto, Friedenreich, Nilo, Moderato                     |
| PARAGWAJ: Denis – López de Filippis, Benítez Casco – Mena Porta, Fleitas Solich, Brizuela – L.Nessi, Molinas, Ramírez, Rivas, Fretes |
| Bramki: 1:0 Nilo 30, 2:0 Lagarto 57, 2:1 Fretes 58, 3:1 Lagarto 61                                                                   |

### Rewanż:Argentyna–Paragwaj
| ARGENTYNA – PARAGWAJ 3:1 (2:1)                                                                                         |
| --- |
| 20 grudnia 1925, Buenos Aires, Stadion klubu Boca Juniors (widzów 25 000)                                              |
| Sędzia: Joaquim Antônio Leite de Castro                                                                                |
| ARGENTYNA: Tesoriere – Bidoglio, Muttis – Médici, Vaccaro, Fortunato – Tarasconi, Sánchez, Irurieta, Seoane, Bianchi   |
| PARAGWAJ: Torres – Fretes, Benítez Casco – G.Nessi, Fleitas Solich, Brizuela – Casco, Molinas, Ramírez, Rivas, L.Nessi |
| Bramki: 0:1 Fleitas Solich 15, 1:1 Tarasconi 22, 2:1 Seoane 32, 3:1 Irurieta 63                                        |

### Rewanż:Argentyna–Brazylia
| ARGENTYNA – BRAZYLIA 2:2 (1:2)                                                                                             |
| --- |
| 20 grudnia 1925, Buenos Aires, Stadion klubu Sportivo Barracas (widzów 18 000)                                             |
| Sędzia: Manuel Chaparro |
| ARGENTYNA: Tesoriere – Bidoglio, Muttis – Médici, Vaccaro, Fortunato – Tarasconi, Cerrotti, De los Santos, Seoane, Bianchi |
| BRAZYLIA: Tuffy – Hélcio, Pennaforte – Nascimento, Rueda, Pamplona – Filó, Lagarto, Friedenreich, Nilo, Moderato           |
| Bramki: 0:1 Friedenreich 27, 0:2 Nilo 30, 1:2 Cerrotti 41, 2:2 Seoane 55                                                   |

## Podsumowanie

### Wyniki
Wszystkie mecze rozgrywano w Buenos Aires na stadionach Boca Juniors i Sportivo Barracas
| Argentyna | 2 – 0 (1-0) | Paragwaj |
| Brazylia  | 5 – 2 (3-1) | Paragwaj |
| Argentyna | 4 – 1 (1-1) | Brazylia |
| Brazylia  | 3 – 1 (1-0) | Paragwaj |
| Argentyna | 3 – 1 (2-1) | Paragwaj |
| Argentyna | 2 – 2 (1-2) | Brazylia |

### Końcowa tabela
| Poz | Klub      | Mecze | Zw | Rem | Por | Pkt | BrZd | BrStr |
| --- | --------- | ----- | -- | --- | --- | --- | ---- | ----- |
| 1   | ARGENTYNA | 4     | 3  | 1   | 0   | 7   | 11   | 4     |
| 2   | BRAZYLIA  | 4     | 2  | 1   | 1   | 5   | 11   | 9     |
| 3   | PARAGWAJ  | 4     | 0  | 0   | 4   | 0   | 4    | 13    |

Dziewiątym triumfatorem turnieju Copa América został po raz drugi zespół Argentyny.

### Strzelcy bramek
| Gole | Piłkarze                                                          |
| ---- | ----------------------------------------------------------------- |
| 6    | Seoane                                                            |
| 4    | Lagarto, Nilo                                                     |
| 2    | Friedenreich Rivas                                                |
| 1    | Cerrotti, Irurieta, Garassini, Sánchez, Tarasconi Moderato Fretes |

### Sędziowie
| Mecze | Sędziowie                                         |
| ----- | ------------------------------------------------- |
| 2     | Gerónimo Rapossi Manuel Chaparro                  |
| 1     | Joaquim Antônio LEITE DE CASTRO Ricardo Vallarino |